# Andrzej Voellnagel
Andrzej Gustaw Voellnagel (ur. 5 lipca 1919, zm. 14 grudnia 1998) – polski artysta fotograf. Członek Związku Polskich Artystów Fotografików. Członek honorowy Fotoklubu Rzeczypospolitej Polskiej. Członek Zarządu oddziału Polskiego Towarzystwa Fotograficznego w Łodzi. Prezes Zarządu Warszawskiego Towarzystwa Fotograficznego. Członek Korporacji Akademickiej Związek Akademików Gdańskich Wisła. Tłumacz i popularyzator fotografii.

## Działalność
Andrzej Voellnagel był absolwentem Wydziału Mechanicznego Politechniki Łódzkiej. Po zakończeniu II wojny światowej był łącznikiem Polskiej Misji Wojskowej na Zachodzie oraz pracował w organach Organizacji Narodów Zjednoczonych. Był aktywnym działaczem międzynarodowych organizacji fotograficznych. Był redaktorem naczelnym "Przeglądu Techniki Brytyjskiej", "Polish Engineering Review" oraz "Techniki Zagranicznej”. Był autorem książek, poradników o fotografowaniu i fotografii oraz autorem ok. 160 artykułów i publikacji. Był tłumaczem niemieckojęzycznych wydawnictw fotograficznych, przetłumaczył (m.in.) z języka niemieckiego książki "Mikrofotografia" oraz "Nauka o fotografii". 
W 1949 roku został członkiem Zarządu nowo utworzonego łódzkiego oddziału Polskiego Towarzystwa Fotograficznego. W 1967 roku został przyjęty w poczet członków rzeczywistych Okręgu Warszawskiego Związku Polskich Artystów Fotografików. Od 1982 roku pełnił funkcję prezesa Zarządu Głównego ZPAF w Warszawie. Pochowany na cmentarzu ewangelicko-augsburskim przy ulicy Młynarskiej (aleja 22, grób 6).

## Książki własne
- Kaprysy koloru w fotografii (Wydawnictwa Artystyczne i Filmowe 1979)[10]
- Jak nie tłumaczyć tekstów technicznych, (Wydawnictwo TEPIS 1980)
- Fotoleksykon dyskusyjny, (Wydawnictwa Artystyczne i Filmowe 1984)[11]

Źródło.